# Curt Siodmak
Curt Siodmak (Dresde, 10 de agosto de 1902; Three Rivers (California), 2 de septiembre de 2000) fue un novelista, guionista y director germano-estadounidense. Es conocido por su trabajo en los géneros cinematográficos de terror y ciencia ficción, con películas como El hombre lobo y El cerebro de Donovan (esta última adaptada de su novela homónima). Era el hermano menor del director de cine negro Robert Siodmak.

## Biografía
Siodmak nació como Kurt Siodmak en Dresde, Alemania, hijo de Rosa Philippine (de soltera Blum) e Ignatz Siodmak. Sus padres procedían de familias judías de Leipzig. Siodmak obtuvo un doctorado en matemáticas de la Universidad de Zúrich.  Aunque se formó y trabajó inicialmente como ingeniero ferroviario, Siodmak se convirtió en periodista y reportero de cine, trabajando como extra en Metrópolis (1926) para conseguir una entrevista con Fritz Lang. Junto con su hermano Robert y el publicista Franz Wolfgang Koebner (1885-1955), fundó la revista ilustrada Das Magazin en 1924, donde publicó sus primeros textos. En abril de 1926, su relato de ciencia ficción Die Eier vom Tanganjikasee (Los huevos del lago Tanganyika) apareció en "Scherl's Magazin" y se publicó una traducción estadounidense en la revista neoyorquina Amazing Stories ese mismo año. Publicó su primera novela, Helene` droht zu platzen (Elena amenaza con estallar) en 1929 por entregas en Die Woche. Invirtió las regalías obtenidas por sus primeros libros en la película de 1929 Los hombres del domingo, una crónica de estilo documental de las vidas de cuatro berlineses durante un domingo, basada en sus propias vidas. La película fue codirigida por sul hermano Robert y Edgar G. Ulmer, con un guion de Billy Wilder en colaboración con Fred Zinnemann y el camarógrafo Eugen Schüfftan. Siodmak era sobrino del productor de cine Seymour Nebenzal, quien financió Menschen am Sonntag con fondos prestados por su padre, Heinrich Nebenzahl.
En los años siguientes, Siodmak escribió novelas, guiones y cuentos, incluida la novela FP1 antwortet nicht (FP1 no responde) (1932), que fue adaptada a una película con Hans Albers y Peter Lorre. 
En Suiza, Siodmak conoció a la arquitecta baronesa Henrietta Erna de Perrot (1903-2001), con quien se casó en 1931.
Siodmak decidió emigrar después de escuchar una diatriba antisemita del ministro de propaganda nazi Joseph Goebbels sobre el futuro del cine alemán. Viajó a Suiza, que lo rechazó, pasó por Francia, donde no logró integrarse por falta de conocimientos lingüísticos suficientes, y finalmente llegó a Gran Bretaña, donde escribió el guion de la película El túnel, basada en la novela homónima de Bernhard Kellermann. Posteriormente se mudó a los Estados Unidos en 1937. 
Su primer éxito en Estados Unidos fue con The Invisible Man Returns (1939) de Joe May. Su gran oportunidad en Hollywood llegó con el guion de El hombre lobo (1941), protagonizada por Lon Chaney Jr., que estableció a la criatura ficticia titular como el monstruo cinematográfico más popular después de Drácula y el monstruo de Frankenstein.  En la película, Siodmak creó varias "leyendas" de hombres lobo: estar marcado con un pentagrama; ser prácticamente inmortal, salvo por el hecho de ser golpeado o disparado con instrumentos o balas de plata; y el famoso verso:

Even a man who is pure of heart,
And says his prayers by night
May become a wolf when the wolfsbane blooms
And the autumn moon is bright
Incluso un hombre de corazón puro,
Y reza por la noche
Puede convertirse en lobo cuando florece el acónito
Y la luna de otoño brilla

(La última línea fue cambiada en las secuelas a "And the moon is full and bright (Y la luna está llena y brillante.)
La novela de ciencia ficción de Siodmak, El cerebro de Donovan (1942), fue un éxito de ventas que se tradujo a muchos idiomas y se adaptó al cine varias veces, comenzando en 1943 con La dama y el monstruo , luego El cerebro de Donovan de 1953 y El cerebro de 1962.  Otras películas para las que escribió guiones incluyen Earth vs. the Flying Saucers, I Walked with a Zombie y La bestia con cinco dedos. Una extensa entrevista con Siodmak sobre su carrera tanto en Alemania como en Hollywood se encuentra en Pioneers of Wonder de Eric Leif Davin. En las tramas de su obra, Siodmak utilizó los últimos hallazgos científicos, combinándolos con motivos pseudocientíficos como el complejo de Jekyll y Hyde, el trauma nazi y la dicotomía este-oeste.
Los guiones de Curt Siodmak eran peculiares: "Como nadie, combinó elementos de la narrativa gótica con el expresionismo alemán, el estilo de su generación. Muchas de sus historias se centraban en el concepto de harmatia, la idea griega de que los humanos deben soportar los caprichos de los dioses. «Todos llevamos harmatia dentro», escribió en 1991 en la introducción a la publicación del guion de «El hombre lobo». «La vida misma contiene la maldición del hombre lobo: sufrir sin ser culpable»."
En 1971 ganó el premio Hugo a la mejor representación dramática por Memoria de Hauser.
En 1992 le fue otorgada la Orden del Mérito de la República Federal de Alemania, Siodmak comentó irónicamente que se la habían dado porque no consiguieron atraparlo y matarlo en la era nazi.
En 1998 ganó el premio Berlinale Camera en el 48.º Festival Internacional de Cine de Berlín.
Los cuentos, novelas y guiones de Siodmak se basan en un canon constante de motivos: el complejo de Jekyll y Hyde, la irracionalidad y, una y otra vez, el trauma del nazismo y el Holocausto. Su autobiografía, Unter Wolfsmenschen (Entre hombres lobo), es un documento contemporáneo único. No es solo el relato de una vida, sino también un compromiso con la humanidad lleno de escepticismo y marcado por sus experiencias de persecución y exilio.
Siodmak murió mientras dormía el 2 de septiembre de 2000, en su casa de Three Rivers, California.

## Obras

### Novelas
- F.P.1 Doesn't Answer (1933)
- Black Friday (1939)
- Donovan's Brain (1942)
- The Beast with Five Fingers (1945)
- Whomsoever I Shall Kiss (1952)
- Riders to the Stars (1954) (novelización de la película Riders to the Stars)
- Skyport (1959)
- For Kings Only (1964)
- Hauser's Memory (1968)
- The Third Ear (1971)
- City in the Sky (1974)
- Frankenstein Meets Wolfman (1981) (novelización de la película Frankenstein y el hombre lobo)
- Gabriel's Body (1991)

### Cuentos cortos
- The Eggs from Lake Tanganyika (1926)
- Variation of a Theme (1972)
- The P Factor (1976)
- Experiment with Evil (1985)

### No ficción
- Even a Man Who Is Pure in Heart: The Life of a Writer, Not Always to His Liking (1997)
- Wolf Man's Maker (2001) (autobiografía póstuma)

### Filmografía

#### Adaptaciones cinematográficas
- The Shot in the Talker Studio, dirigida por Alfred Zeisler (1930, basada en la novela Schuß im Tonfilmatelier)
- FP1 antwortet nicht, dirigida por Karl Hartl (1932, basada en la novela FP1 antwortet nicht)
  - IF1 ne répond plus, dirigida por Karl Hartl (1933, basada en la novela FP1 antwortet nicht)
  - FP1, dirigida por Karl Hartl (1933, basada en la novela FP1 antwortet nicht)
- Girls Will Be Boys, dirigida por Marcel Varnel (1934, basada en la obra El último señor)
- La dama y el monstruo, dirigida por George Sherman (1944, basada en la novela El cerebro de Donovan)
- El cerebro de Donovan, dirigida por Felix E. Feist (1953, basada en la novela El cerebro de Donovan)
- Estudio Uno : El cerebro de Donovan (episodio de la serie de televisión de 1955, basado en la novela El cerebro de Donovan)
- El cerebro, dirigida por Freddie Francis (1962, basada en la novela El cerebro de Donovan)
- La memoria de Hauser, dirigida por Boris Sagal (1970, película para televisión, basada en la novela La memoria de Hauser)
- Der Heiligenschein, dirigida por Heinz Schirk (1977, película para televisión, basada en el cuento Variación de un tema)

#### Guiones
- 1931: Der Mann, der seinen Mörder sucht
- 1931: Der Ball
- 1932: F.P.1 antwortet nicht
- 1932: Die unsichtbare Front
- 1934: La Crise est finie!
- 1940:The Invisible Man Returns
- 1940: Black Friday
- 1941: El hombre lobo
- 1942: The Invisible Agent
- 1943: Son of Dracula
- 1943: Frankenstein Meets the Wolf Man
- 1943: I Walked with a Zombie
- 1944: The Climax
- 1944: House of Frankenstein
- 1946: The Beast with Five Fingers
- 1949: Tarzan’s Magic Fountain
- 1950: Swiss Tour
- 1951: Bride of the Gorilla – también dirección
- 1954: Riders to the Star
- 1956: Curucu, Beast of the Amazone – también dirección
- 1962: Das Feuerschiff
- 1962: Sherlock Holmes und das Halsband des Todes
- 1966: Liebesspiel im Schnee – también dirección